# Wall Street (foto)
Wall Street no início do século XX.

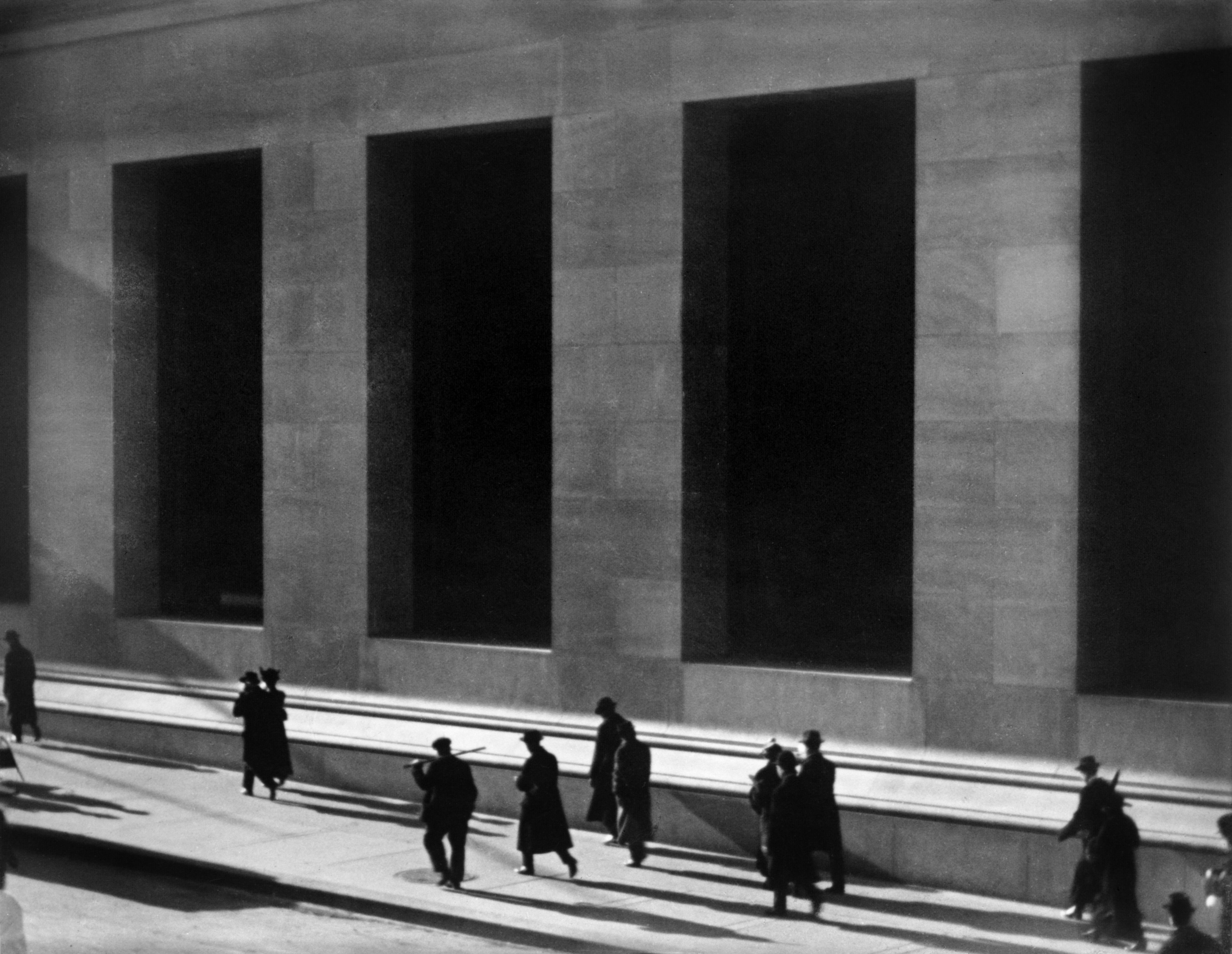
Paul Strand, Wall Street, New York City, 1915

Wall Street é uma foto impressa em paládio platina pelo fotógrafo americano Paul Strand, tirada em 1915. Existem hoje somente duas cópias vintage da foto, uma no Whitney Museum of American Art (impressa postumamente) e a outra, junto com os negativos, no Philadelphia Museum of Art. Esta foto foi incluída em Paul Strand, por volta de 1916, uma exposição de fotos que exemplificam seu impulso em direção ao modernismo.
Ele mostra uma cena da vida cotidiana no distrito financeiro de Manhattan. Trabalhadores são vistos andando pelo edifício JP Morgan & Co. na cidade de Nova York na famosa Wall Street, de onde a foto recebeu seu nome. A foto é famosa por confiar na nitidez e no contraste das formas e ângulos, criados pelo prédio e pelos trabalhadores, que levam à sua abstração. Esta foto é tida como uma das obras mais famosas de Strand e um exemplo de sua mudança do pictorialismo para a fotografia pura. Strand mudou de posado para mostrar a pureza dos temas. É uma das muitas imagens que marcam a virada para o modernismo na fotografia.